# Gueule d'or
Gueule d'or (« Lockjaw » en version originale) est un animal de fiction évoluant dans l'univers Marvel de la maison d'édition Marvel Comics. Créé par le scénariste Stan Lee et le dessinateur Jack Kirby, le personnage apparaît pour la première fois dans le comic book Fantastic Four #45 en décembre 1965.
Animal ayant l’apparence d'un immense bouledogue, Gueule d'Or est notamment capable de se téléporter. Il fait partie de la famille royale des Inhumains, qu'il sert en tant qu'escorte et protecteur loyal.

## Biographie du personnage
Gueule d'or est plus qu'un animal de compagnie. Il sert fidèlement la famille royale d'Attilan, en particulier sa maîtresse Crystal sur qui il veille depuis son enfance.
Grâce à ses pouvoirs de téléportation, il sera le seul à pouvoir franchir la barrière énergétique qui entourera pendant un temps la cité d'Attilan.
Franklin Richards a eu à un moment donné un petit chien nommé « Puppy » qui était la réplique, en miniature, de Gueule d'or et qui possédait les mêmes pouvoirs.

## Pouvoirs et capacités
Énorme bouledogue mesurant 2 mètres de long pour un poids de plus d'une demi-tonne, Gueule d'or possède une sorte de petite antenne sur front. Il est capable de se téléporter, lui et d'autres créatures vivantes proches de lui, à proximité de la Terre ou de la Lune. Il peut également ouvrir des passages entre les dimensions.
- Gueule d'or est apparemment doté une force « super-canine » à la mâchoire. Une fois, il s’attacha avec sa mâchoire au bras de la Chose avec une telle force que celui-ci fut incapable de lui faire lâcher prise.
- Il semble également avoir la capacité de percevoir le danger de loin, ce trait ayant été remarqué quand le Docteur Fatalis manipula les pouvoirs du Surfer d'argent.
- Il peut passer à travers les barrières énergétiques normalement impénétrables.
- Il possède la capacité de pister psioniquement un « parfum » (une odeur) donné dans l'espace dimensionnel grâce à son flair.
- Il est aussi capable d'avaler et de mâcher des matières inorganiques (comme des restes de robots sophistiqués ou du métal) sans que cela ait un effet néfaste sur lui. On ne sait pas si c'est sa principale source de nourriture.

## Apparitions dans d'autres médias
Sauf indication contraire, les informations mentionnées dans cette section peuvent être confirmées par la base de données cinématographiques IMDb,  présente dans la section « Liens externes ».

### Télévision
- 2013 : Hulk et les Agents du S.M.A.S.H. (série d'animation)
- 2014 : Ultimate Spider-Man (série d'animation)
- depuis 2016 : Avengers : Ultron Revolution (série d'animation)
- 2023 : Spidey et ses amis extraordinaires (série d'animation)

Dans l'univers cinématographique Marvel
- 2017 : Inhumans (série télévisée)[1].

### Jeu vidéo
- Lego Marvel Super Heroes 2